# Douglas megye (Illinois)
Douglas megye az Amerikai Egyesült Államokban, azon belül Illinois államban található. Megyeszékhelye és legnagyobb városa Tuscola. Lakosainak száma 19 740 fő (2020. április 1.). Douglas megye Champaign, Coles, Moultrie, Vermilion, Edgar és Piatt megyékkel határos.

## Népesség
A megye népességének változása:
| Lakosok száma | 19 958 | 19 835 | 19 883 | 19 887 | 19 823 | 19 740 |
|               | 2010   | 2011   | 2012   | 2013   | 2015   | 2020   |